# Represiune financiară
Represiunea financiară se referă la acele „politici financiare care le aduc clienților băncilor câștiguri sub rata inflației” în cazul conturilor de economii. Politicile le permit băncilor să „ofere împrumuturi ieftine companiilor și instituțiilor administrative, reducând gradul de îndatorare”. Represiunea financiară poate fi deosebit de eficientă în lichidarea datoriei publice concrete în moneda națională. De asemenea, poate duce la o extindere a datoriilor „la niveluri care pot fi comparate cu excesele care au generat stagnarea economică timp de un deceniu în Japonia și criza financiară din Asia”, în 1997.
Conceptul de „Represiune financiară” a fost introdus în 1973 de către doi economiști de la Universitatea din Stanford, Edward S. Shaw și Ronald I. McKinnon, cu scopul de a „discredita politicile de inhibare a creșterii în piețele emergente”.

## Mecanism
Represiunea financiară constă în următoarele:
1. Plafonarea explicită sau indirectă a ratelor dobânzilor, cum ar fi datoria publică și ratele de depozit (de exemplu, Regulamentul Q).
2. Luarea în proprietatea guvernului sau controlul băncilor naționale și al instituțiilor financiare cu bariere care limitează intrarea altor instituții pe piață.
3. Creșterea rezervelor minime obligatorii.
4. Crearea sau menținerea unei piețe interne captive pentru datoria publică, realizată prin obligarea băncilor să dețină datoria publică prin intermediul cerințelor de capital ori prin interzicerea sau descurajarea alternativelor.
5. Restricțiile guvernamentale privind transferul de active în străinătate prin impunerea de controale de capital.

Aceste măsuri le permit guvernelor să emită datorii la rate ale dobânzii mai mici. O rată nominală scăzută a dobânzii  poate reduce costurile privind serviciul datoriei, în timp ce ratele reale negative ale dobânzii erodează valoarea reală a datoriei publice. Astfel, represiunea financiară are cel mai mare succes în lichidarea datoriilor atunci când este însoțită de inflație și poate fi considerată o formă de impozitare sau, alternativ, o formă de devalorizare.
Valoarea taxei de represiune financiară a fost calculată pentru 24 de piețe emergente din 1974 până în 1987. Rezultatele au arătat că represiunea financiară a depășit 2% din PIB pentru șapte țări, și mai mult de 3% pentru cinci țări. Pentru cinci țări (India, Mexic, Pakistan, Sri Lanka, Zimbabwe) a reprezentat aproximativ 20% din veniturile fiscale. În cazul Mexicului, represiunea financiară a fost de 6% din PIB sau 40% din veniturile fiscale.
Represiunea financiară este catalogată drept „reglementare macroprudențială”—adică, eforturile guvernului de a „asigura sănătatea” a unui întreg sistem financiar.

## Exemple

### După al Doilea Război Mondial
Represiunea financiară „a jucat un rol important în reducerea ponderii datoriei în PIB după al doilea Război Mondial”, prin menținerea ratelor reale ale dobânzilor pentru datoria publică sub 1% pentru două treimi, între 1945 și 1980. În această perioadă, Statele Unite ale Americii au avut posibilitatea de a „scădea” datoria considerabilă rămasă în urma Marii Crize Economice și celui de-al doilea Război Mondial (122% din PIB). În Regatul Unit, datoria guvernamentală a scăzut de la 216% din PIB în anul 1945 la 138%, zece ani mai târziu, în 1955.

### China
Creșterea economică a Chinei a fost atribuită represiunii financiare datorate „randamentelor economice scăzute și creditelor ieftine, care o fac posibilă”. Acest lucru a permis Chinei să se bazeze pe investiții finanțate din economii pentru creșterea economică. Cu toate acestea, deoarece nivelul scăzut al randamentelor moderează cheltuielile consumatorului, cheltuielile gospodărești justifică „o cota mai mică  din PIB în China decât în orice altă economie majoră”. Pe de altă parte, începând din decembrie 2014, Banca Populară a Chinei „a început să anuleze decenii de represiune financiară” și guvernul permite acum deponenților chinezi să adune o rentabilitate de până la 3.3% pe depozitele pe un an. La rata inflației de 1.6% a Chinei, aceasta este o „rată ridicată a dobânzii reale în comparație cu alte economii majore”.

### După recesiunea economică din 2008
Într-un document de lucru NBER din 2011, Carmen Reinhart și Maria Belen Sbrancia fac speculații privind o posibilă revenire a guvernelor la această formă de reducere a datoriilor, cu scopul de a face față nivelurilor ridicate ale datoriei ca urmare a crizei economice din 2008.
„Pentru a avea acces la capital, Austria a restricționat fluxurile de capital către filialele străine din Europa Centrală și de Est. Fondurile de pensii selectate au fost transferate, de asemenea, guvernelor din Franța, Portugalia, Irlanda și Ungaria, permițându-le să se re-aloce obligațiunilor de stat.”

## Critică
Criticii susțin că, dacă acest punct de vedere ar fi adevărat, investitorii, adică părțile în căutare de capital, ar fi dispuși să solicite capital în cantități mari și să cumpere bunuri de capital din acesta. Această cerere ridicată pentru bunurile de capital ar conduce, cu siguranță, la inflație și, astfel, băncile centrale ar fi obligate să ridice din nou ratele dobânzilor. Dobânzile mici practicate acum pe piață în țările industrializate nu reușesc să ducă la o creștere economică semnificativă, fiind un semn că par să fie necesare pentru a asigura echilibrul pe piața de capital. Se crează o balanță între aprovizionarea capitalului (deponenții), pe de o parte, și de cererea de capital (investitorii și guvernul), pe de altă parte. Acest punct de vedere susține că ratele dobânzilor ar fi chiar mai mici, dacă nu ar fi ridicat raportul datoriei (cererea de capital din partea guvernului).
Pe de o parte, economiștii de pe piața liberă susțin că represiunea financiară nu permite intrarea investițiilor în sectorul privat, subminând astfel creșterea economică. Pe de altă parte, „politicienii din perioada postbelică” au decis, fără doar și poate, că acesta a fost un preț care merita plătit pentru a reduce datoria și pentru a anula categoric neplata sau cheltuielile draconice. Cu cât scade blocajul reformei fiscale, cu atât crește șansa ca „represiunea” să fie văzută ca cel mai mic rău dintre toate relele”.
De asemenea, represiunea financiară a fost denumită un „impozit ascuns”, care „recompensează debitorii și afectează deponenții, în special pe cei pensionari”, pentru că investițiile lor nu vor mai genera profitul așteptat, care ulterior va reprezenta venitul pensionarilor. „Unul dintre obiectivele principale ale represiunii financiare este meținerea ratelor nominale ale dobânzii mai mici decât cele de pe piețele competitive. În altă ordine de idei, acest lucru scade interesul guvernului de la cheltuielile pentru un anumit stoc de datorii și contribuie la reducerea deficitului. Cu toate acestea, atunci când represiunea financiară produce rate ale dobânzii reale negative (ratele nominale sub rata inflației), aceasta reduce sau lichidează datoriile existente și devine echivalentul unui impozit—un transfer de la creditori (deponenți) către debitori, din care face parte și guvernul.”